# معكرونة الثوم بالزيت
معكرونة الثوم بالزيت (بالإيطالية: Spaghetti aglio e olio)‏ هي وصفة لطبخ طبق الباستا التقليدي في إيطاليا يقال بأن مصدره إقليم أبروتسو الإيطالي وهو ذو شعبية واسعة في إيطاليا. يستخدم في صنعه الثوم المقلي بزيت الزيتون وأيضا الفلفل الأحمر إضافة إلى البقدونس
ويضيف البعض الطماطم الطازج إلى الزيت بعد قلي الثوم فيه.

## وصلات خارجية
- فيديو لطريقة تحضير معكرونة الثوم بالزيت على يوتيوب